# Ченчек, Лиз
Элизабет (Лиз) Ченчек (англ. Elizabeth (Liz) Czenczek, 30 июля 1964, Калгари, Канада) — канадская хоккеистка (хоккей на траве), полевой игрок. Участница летних Олимпийских игр 1988 года, бронзовый призёр чемпионата мира 1986 года, бронзовый призёр Панамериканских игр 1987 года.

## Биография
Лиз Ченчек родилась 30 июля 1964 года в канадском городе Калгари.

### Спортивная карьера
Играла в хоккей на траве за Финикс.
В 1983—1988 и 1993—1994 годах выступала за женскую сборную Канады.
В 1986 году в составе женской сборной Канады завоевала бронзовую медаль чемпионата мира в Амстелвене.
В 1987 году завоевала бронзовую медаль хоккейного турнира Панамериканских игр в Индианаполисе.
В 1988 году вошла в состав женской сборной Канады по хоккею на траве на летних Олимпийских играх в Сеуле, занявшей 6-е место. Играла в поле, провела 5 матчей, мячей не забивала.
В 1994 году участвовала в чемпионате мира в Дублине.
В 2010 году участвовала в эстафете огня зимних Олимпийских игр в Ванкувере, в 2015 году — в эстафете огня Панамериканских игр в Торонто.

### Медицинская карьера
В 1989 году окончила университет Калгари по специальности «физическое воспитание». В 1993 году с отличием окончила школу физиотерапии университета Альберты.
В 1996—2001 годах была физиотерапевтом юношеской сборной Канады по хоккею на траве, в 2007 году — сборной Канады по индорхоккею.
Работает в центре спортивной медицины «Ватерлоо». Занимается мануальной терапией, лечебной физкультурой.